# Littorina squalida
Littorina squalida är en snäckart som beskrevs av William John Broderip och G. B. Sowerby I 1829. Littorina squalida ingår i släktet Littorina och familjen strandsnäckor. Inga underarter finns listade i Catalogue of Life.